# Dricus du Plessis
Dricus du Plessis (ur. 14 stycznia 1994 w Welkom) – południowoafrykański kick-bokser i zawodnik mieszanych sztuk walki (MMA). Były mistrz EFC w wadze półśredniej oraz średniej. Były międzynarodowy mistrz KSW w wadze półśredniej. Aktualnie związany z organizacją UFC, w której był mistrzem w wadze średniej. 

## Przeszłość sportowa
Od piątego roku życia uprawia sport zaczynając od judo i zapasów. W wieku 14 lat zaczął trenować kickboxing, natomiast w 2012 roku mając 17 lat zdobył złoty i zarazem pierwszy w historii medal dla Południowej Afryki podczas mistrzostw świata WAKO kadetów i juniorów w kategorii do 86 kg w formule K-1. Ponadto zostawał mistrzem kraju w tejże formule walki w 2012 i 2013. Jego bilans amatorski i semi–pro wynosi 33 zwycięstwa w tym 30 przed czasem i zero porażek.

## Kariera MMA

### EFC
Stoczył trzy amatorskie walki w MMA, po czym w 2013 przeszedł na zawodowstwo.
13 czerwca 2013 związał się z krajową organizacją Extreme Fighting Championship, debiutując dla niej i zarazem tocząc pierwszy zawodowy pojedynek 27 lipca 2013 przeciwko Tshikangu Makuebo, którego pokonał przez techniczny nokaut w pierwszej rundzie.
Po serii trzech kolejnych wygranych 30 sierpnia 2014 podczas EFC 33 przegrał pierwszą walkę o tytuł mistrza wagi średniej (do 84 kg), z bardziej doświadczonym Garrethem McLellanem, poddając się w trzeciej rundzie wskutek duszenia.
Po kolejnej passie zwycięstw w 2015 i 2016 otrzymał ponownie szanse walki o pas EFC, lecz tym razem wagę niżej. 17 czerwca 2016 poddał duszeniem gilotynowym w trzeciej rundzie Martina van Stadena, zostając nowym mistrzem EFC wagi półśredniej (do 77 kg).
9 grudnia 2016 na EFC 56 wygrał przed czasem z Polakiem Rafałem Haratykiem, którego poddał także gilotyną, jednak tym razem w odsłonie drugiej.
13 maja 2017 obronił tytuł wagi półśredniej w starciu z Brazylijczykiem, Maurício da Rochę Jr., którego znokautował w pierwszej rundzie,
19 sierpnia 2017 zdobył drugie mistrzostwo południowoafrykańskiej organizacji, w wadze średniej, poddając obrońce tytułu, Brytyjczyka Yannicka Bahatiego, w półtorej minuty od rozpoczęcia pojedynku.

### KSW i powrót do EFC
30 października 2017 związał się z polską organizacją Konfrontacją Sztuk Walki, gdzie 23 grudnia 2017 miał zmierzyć się o mistrzostwo wagi półśredniej z Borysem Mańkowskim, jednak do walki nie doszło z powodu kontuzji Afrykanera. Jego miejsce zajął Chorwat Roberto Soldić, który pokonał Mańkowskiego i odebrał mu tytuł.
14 kwietnia 2018 podczas KSW 43 we Wrocławiu, zmierzył się o tytuł z Roberto Soldiciem, którego ostatecznie pokonał w drugiej rundzie przez TKO, zostając tym samym nowym mistrzem KSW wagi półśredniej. Organizacja postanowiła nagrodzić du Plessisa bonusem w kategorii nokaut wieczoru.
6 października 2018 na gali KSW 45 w Londynie, przystąpił do pierwszej obrony pasa mistrzowskiego KSW w wadze półśredniej. Stracił swój tytuł w rewanżowym boju na rzecz Chorwata, który go znokautował w trzeciej rundzie. Pojedynek nagrodzono bonusem za najlepszą walkę wieczoru.
W 2019 roku zawakował tytuł mistrzowski wagi półśredniej afrykańskiej organizacji EFC.
14 września 2019 podczas gali KSW 50 w Londynie zmierzył się z byłym mistrzem organizacji FEN w wadze lekkiej, Joiltonem Santosem. Du Plessis znokautował rywala w drugiej rundzie.
Później powrócił do EFC, gdzie podczas 83 edycji tej gali zdobył pas wagi średniej, mierząc się z tymczasowym mistrzem, Brendanem Leserem. Du Plessis poddał rywala gilotyną w pierwszej rundzie.

### UFC
W drugiej połowie 2020 roku ogłoszono, że podpisał kontrakt z największą organizacją MMA na świecie – Ultimate Fighting Championship. W pierwszej walce dla tej organizacji 10 października 2020 roku podczas UFC Fight Night: Moraes vs. Sandhagen pokonał przez techniczny nokaut Markusa Pereza.
W drugim pojedynku dla UFC zmierzył się z Trevinem Gilesem podczas UFC 264 10 lipca 2021 roku. Zwyciężył walkę nokautując rywala prawym prostym w drugiej rundzie. Po walce otrzymał pierwszy bonus finansowy za najlepszy występ wieczoru.
Na gali UFC 269 miał walczyć z Andre Munizem, jednak z powodu kontuzji był zmuszony się wycofać z pojedynku. Do walki z du Plessisem na gali UFC 273 wycofali się Chris Curtis oraz Kelvin Gastelum.
Na lipcowej gali UFC 276 stoczył walkę z Bradem Tavaresem. Wygrał jednogłośną decyzją sędziów, którzy punktowali zgodnie w stosunku 3 x 29-28.
10 grudnia 2022 podczas gali UFC 282, która odbyła się w Las Vegas skrzyżował rękawice z byłym pretendentem do pasa mistrzowskiego UFC w wadze półśredniej, Darrenem Tillem. Bo zajęciu dosiadu i wpięciu się za plecy rywala zwyciężył przez poddanie duszeniem zza pleców. Pojedynek nagrodzono bonusem za najlepszą walkę wieczoru.
4 marca 2023 roku na UFC 285 w T-Mobile Arena, w Las Vegas zmierzył się z Derekiem Brunsonem. Zwyciężył przez techniczny nokaut na sekundę przed końcem drugiej rundy, kiedy to narożnik Brunsona wrzucił ręcznik, poddając zawodnika. Według źródeł, Du Plessis podpisał nowy kontrakt z UFC na kilka walk.
Podczas gali UFC 290, która odbyła się z 8 na 9 lipca 2023, przystąpił do eliminatora do walki o tytuł, mierząc się z byłym mistrzem Robertem Whittakerem, który był uznawany za faworyta pojedynku. Afrykaner znokautował jednak Australijczyka w drugiej rundzie, wywalczając prawo do walki o mistrzowski pas wagi średniej. Po walce został nagrodzony bonusem w kategorii występ wieczoru oraz awansował z 5. na 1. miejsce w rankingu wagi średniej.  

#### Mistrz wagi średniej
20 stycznia 2024 podczas walki wieczoru gali UFC 297, która odbyła się w kanadyjskim Toronto, zawalczył z panującym mistrzem Seanem Stricklandem, o jego pas mistrzowski. Zwyciężył przez niejednogłośną decyzję sędziów, stając się pierwszym mistrzem UFC w wadze średniej z Republiki Południowej Afryki. Obaj zawodnicy otrzymali bonus za najlepszą walkę wieczoru gali.   
Siedem miesięcy później podczas walki wieńczącej galę UFC 305, która odbyła się 17 sierpnia 2024 w australijskim Perth, podjął w pierwszej obronie tytułu byłego mistrza Israela Adesanyę. W czwartej rundzie poddał duszeniem zza pleców reprezentanta Nigerii.   
W drugiej obronie mistrzowskiego pasa, do której przystąpił 8 lutego 2025 na gali UFC 312 stoczył rewanżowy pojedynek z Seanem Stricklandem. Ponownie wyszedł zwycięsko ze starcia, tym razem przez jednogłośną decyzję sędziów.   
16 sierpnia 2025 roku na gali UFC 319 w Chicago, przystąpił do trzeciej obrony mistrzowskiego pasa, mierząc się z niepokonanym Chamzatem Czimajewem. Przegrał przez jednogłośną decyzję sędziów, tracąc mistrzostwo wagi średniej.   

## Kariera w submission fighting
Du Plessis reprezentował swój klub CIT MMA na wydarzeniu Submission Kings Quintet, gdzie zwyciężył poddając wszystkich pięciu członków zespołu Gracie Barra.  

## Życie prywatne
W kwietniu 2023 roku przeszedł operację, aby naprawić zaburzenia oddychania nosem. Według postu zamieszczonego na instagramie przez jego trenera Morne’a Vissera, Du Plessis rywalizował w UFC z „tylko 8% tlenu” pobieranymi przez nozdrza. Pierwotnie operacja miała odbyć się w 2020 roku, ale została przełożona po podpisaniu przez Du Plessisa kontraktu z UFC.

## Osiągnięcia i nagrody

### Kick-boxing
- Światowe Stowarzyszenie Organizacji Kickboxingu
  - 2012: Mistrzostwa Świata WAKO w Kickboxingu – 1. miejsce w kat. -86 kg w formule K-1 (juniorzy)[8]

### Mieszane sztuki walki
- Extreme Fighting Championship
  - 2016-2019: Mistrz EFC w wadze półśredniej[14][27]
  - 2017-2020: Mistrz EFC w wadze średniej[17][31][32]

- Konfrontacja Sztuk Walki
  - 2018: Mistrz KSW w wadze półśredniej[22][25]
  - Bonus za walkę wieczoru (raz) vs. Roberto Soldić (KSW 43)[23]
  - Bonus za występ wieczoru (raz) vs. Roberto Soldić (KSW 45)[26]

- Ultimate Fighting Championship
  - 2024-2025: Mistrz UFC w wadze średniej[53][60]
  - Bonus za występ wieczoru (dwa razy) vs. Trevin Giles (2021)[36], Robert Whittaker (2023)[50]
  - Bonus za walkę wieczoru (dwa razy) vs. Darren Till (2022)[44], Sean Strickland (2024)[54]

- World MMA Awards
  - 2024: Międzynarodowy Zawodnik Roku[65]

- ESPN
  - 2024: Poddanie roku vs. Israel Adesanya[66]

## Lista zawodowych walk w MMA
| Wynik     | Bilans | Przeciwnik (bilans przed walką)  | Rozstrzygnięcie                        | Runda | Czas | Rozgrywki                             | Data       | Miejsce       | Uwagi                                                                                              |
| --------- | ------ | -------------------------------- | -------------------------------------- | ----- | ---- | ------------------------------------- | ---------- | ------------- | -------------------------------------------------------------------------------------------------- |
| Przegrana | 23-3   | Chamzat Czimajew (14-0)          | Decyzja (jednogłośna)                  | 5     | 5:00 | UFC 319                               | 16.08.2025 | Chicago       | Stracił pas mistrzowski UFC w wadze średniej. Main Event                                           |
| Wygrana   | 23-2   | Sean Strickland (29-6)           | Decyzja (jednogłośna)                  | 5     | 5:00 | UFC 312                               | 08.02.2025 | Sydney        | Obronił pas mistrzowski UFC w wadze średniej. Main Event                                           |
| Wygrana   | 22-2   | Israel Adesanya (24-3)           | Poddanie (duszenie zza pleców)         | 4     | 3:38 | UFC 305                               | 17.08.2024 | Perth         | Obronił pas mistrzowski UFC w wadze średniej. Main Event                                           |
| Wygrana   | 21-2   | Sean Strickland (28-5)           | Decyzja (niejednogłośna)               | 5     | 5:00 | UFC 297                               | 20.01.2024 | Toronto       | Zdobył pas mistrzowski UFC w wadze średniej. Bonus za walkę wieczoru. Main Event                   |
| Wygrana   | 20-2   | Robert Whittaker (24-6)          | TKO (ciosy pięściami)                  | 2     | 2:23 | UFC 290                               | 10.07.2023 | Las Vegas     | Eliminator do walki o pas mistrzowski UFC w wadze średniej. Bonus za występ wieczoru.              |
| Wygrana   | 19-2   | Derek Brunson (23-8)             | TKO (przerwanie przez narożnik)        | 2     | 4:59 | UFC 285                               | 05.03.2023 | Las Vegas     | |
| Wygrana   | 18-2   | Darren Till (18-4-1)             | Poddanie (duszenie zza pleców)         | 3     | 2:43 | UFC 282                               | 10.12.2022 | Las Vegas     | Bonus za walkę wieczoru                                                                            |
| Wygrana   | 17-2   | Brad Tavares (19-6)              | Decyzja (jednogłośna)                  | 3     | 5:00 | UFC 276                               | 02.07.2022 | Las Vegas     | |
| Wygrana   | 16-2   | Trevin Giles (14-2)              | KO (prawy prosty)                      | 2     | 1:41 | UFC 264                               | 10.07.2021 | Las Vegas     | Bonus za występ wieczoru                                                                           |
| Wygrana   | 15-2   | Markus Perez (12-3)              | TKO (ciosy w parterze)                 | 1     | 3:22 | UFC Fight Night: Moraes vs. Sandhagen | 10.10.2020 | Abu Zabi      | Debiut w UFC                                                                                       |
| Wygrana   | 14-2   | Brendan Lesar (3-0)              | Poddanie (duszenie gilotynowe)         | 1     | 4:15 | EFC 83                                | 14.12.2019 | Pretoria      | Unifikacja pasów..Obronił pas mistrzowski EFC w wadze średniej. Main Event                         |
| Wygrana   | 13-2   | Joilton Lutterbach (30-7. 1 NC)  | TKO (ciosy pięściami w parterze)       | 2     | 3:04 | KSW 50: London                        | 14.09.2019 | Londyn        | Pojedynek w wadze średniej.                                                                        |
| Przegrana | 12-2   | Roberto Soldić (13-3)            | KO (ciosy pięściami)                   | 3     | 2:33 | KSW 45: The Return to Wembley         | 06.10.2018 | Londyn        | Stracił pas mistrzowski KSW w wadze półśredniej. Bonus za walkę wieczoru.                          |
| Wygrana   | 12-1   | Roberto Soldić (13-2)            | TKO (lewy sierpowy i ciosy w parterze) | 2     | 1:37 | KSW 43: Soldić vs. du Plessis         | 14.04.2018 | Wrocław       | Debiut w KSW. Zdobył pas mistrzowski KSW w wadze półśredniej. Bonus za nokaut wieczoru. Main Event |
| Wygrana   | 11-1   | Yannick Bahati (8-1)             | Poddanie (duszenie gilotynowe)         | 1     | 1:30 | EFC Worldwide 62                      | 19.08.2017 | Johannesburg  | Zdobył pas mistrzowski EFC w wadze średniej. Main Event                                            |
| Wygrana   | 10-1   | Jose Mauricio da Rocha Jr. (7-3) | TKO (ciosy pięściami)                  | 1     | 3:58 | EFC Worldwide 59                      | 13.05.2017 | Johannesburg  | Obronił pas mistrzowski EFC w wadze półśredniej. Main Event                                        |
| Wygrana   | 9-1    | Rafał Haratyk (7-2-2)            | Poddanie (duszenie gilotynowe)         | 2     | 3:34 | EFC Worldwide 56                      | 09.12.2016 | Johannesburg  | Main Event                                                                                         |
| Wygrana   | 8-1    | Martin van Staden (15-8)         | Poddanie (duszenie gilotynowe)         | 3     | 3:59 | EFC Worldwide 50                      | 17.06.2016 | Sun City      | Zdobył pas mistrzowski EFC w wadze półśredniej. Main Event                                         |
| Wygrana   | 7-1    | Bruno Belabela Mukulu (2-4-1)    | Poddanie (duszenie zza pleców)         | 2     | 2:50 | EFC Worldwide 46                      | 12.12.2015 | Johannesburg  | |
| Wygrana   | 6-1    | Dino Bagattin (11-4)             | Poddanie (duszenie zza pleców)         | 2     | 3:33 | EFC 40                                | 06.06.2015 | Johannesburg  | Main Event                                                                                         |
| Wygrana   | 5-1    | Darren Daniel (3-2)              | Poddanie (duszenie zza pleców)         | 1     | 4:50 | EFC Africa 37                         | 21.02.2015 | Carnival City | |
| Przegrana | 4-1    | Garreth McLellan (11-2)          | Poddanie (duszenie gilotynowe)         | 3     | 2:12 | EFC Africa 33                         | 30.08.2014 | Durban        | Pojedynek o mistrzostwo EFC w wadze średniej. Main Event                                           |
| Wygrana   | 4-0    | Donavin Hawkey (9-6)             | TKO (ciosy pięściami)                  | 1     | 4:50 | EFC Worldwide 27                      | 27.02.2014 | Johannesburg  | |
| Wygrana   | 3-0    | JC Lamprecht (2-1)               | Poddanie (duszenie zza pleców)         | 3     | 1:54 | EFC Worldwide 24                      | 10.10.2013 | Johannesburg  | |
| Wygrana   | 2-0    | Bruno Belabela Mukulu (0-0)      | Poddanie (duszenie zza pleców)         | 1     | 2:34 | EFC Worldwide 23                      | 12.09.2013 | Johannesburg  | |
| Wygrana   | 1-0    | Tshikangu Makuebo (1-2)          | TKO (ciosy pięściami)                  | 1     | 1:18 | EFC Africa 21                         | 25.07.2013 | Johannesburg  | |